# Katherine Schwarzenegger
Katherine Eunice Schwarzenegger Pratt (Los Ángeles, 13 de diciembre de 1989) es una escritora estadounidense, hija mayor del actor y político Arnold Schwarzenegger y de la periodista Maria Shriver.

## Carrera
En 2010, Schwarzenegger escribió un libro titulado "Sacude lo que tienes: Secretos para amar nuestra belleza interior y exterior de alguien quien ha estado ahí y Regresó" (Rock What You've Got:Secrets to Loving Your Inner and Outer Beauty from Someone Who's Been There and Back). Schwarzenegger utiliza el libro para describir su viaje personal y animar otras mujeres jóvenes para conseguir confianza y auto-imagen positiva. Ella misma tuvo problemas de imagen entre el cuarto y séptimo grado, pero ahora controla su salud física y mental con ejercicios de caminata y yoga.
Después de graduarse de la Universidad de California Del sur en 2012 e insegura de sus pasos próximos, Schwarzenegger buscó orientación personal de una variedad de personas incluyendo atletas, cantantes, emprendedores y actores.  Compiló esta información en su segundo libro —Me Acabo de Graduar… Ahora Qué? (I Just Graduated… Now What?)— que fue lanzado en 2014 como "guía de supervivencia" para universitarios recién graduados.
En 2017, Schwarzenegger escribió un libro para niños, "Maverick y yo" (Marevick and Me). El libro contiene la historia de cómo Schwarzenegger rescató y posteriormente adoptó a su perro, Maverick.  Utilizando su propia experiencia como "adopción fallida" o foster fail (cuándo una casa adoptiva se convierte en un casa adoptiva "para siempre"), el libro enseña los beneficios de rescate y adopción de mascota.
Schwarzenegger es embajadora de la Sociedad Americana para la Prevención de Crueldad de Animales y apoya a la Sociedad de Mejores Amigos del Animal.

## Vida personal

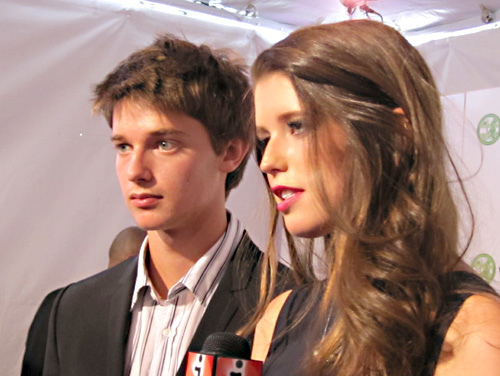
Schwarzenegger y su hermano, Patrick el 17 de octubre de 2010

Katherine nació y fue criada en Los Ángeles, California. Es la hija mayor del actor y político Arnold Schwarzenegger y de la escritora y periodista Maria Shriver. Su abuela materna, Eunice, fue hermana del ex presidente John F. Kennedy, y su abuelo materno, Sargent Shriver, fue embajador de Estados Unidos en Francia, además de candidato del Partido Demócrata para Vicepresidente de los Estados Unidos en las elecciones de 1972. Tiene una hermana y dos hermanos más jóvenes, Christina, Patrick y Christopher. A través de su padre, también tiene un medio hermano, Joseph Baena. Schwarzenegger tiene ascendencia irlandesa y alemana por parte de su madre, y austríaca por parte de su padre.
En abril de 2018 empezó una relación sentimental con el actor Chris Pratt. Se comprometieron el 13 de enero de 2019, y se casaron el 8 de junio del mismo año bajo el rito católico. En abril de 2020 se da a conocer que la pareja espera su primer hijo en común. En agosto de ese año se convierte en madre de una niña llamada Lyla Maria Schwarzenegger Pratt.  En diciembre de 2021 anunció que estaba esperando su segundo hijo. El 21 de mayo de 2022 nació su segunda hija, Eloise Christina Schwarzenegger Pratt.
El 8 de noviembre de 2024 nace el tercer hijo de la pareja, un niño, llamado Ford Fitzgerald Schwarzenegger Pratt.